# 아마타 (신화)
아마타(Amata)는 로마 신화에 나오는 라티누스의 아내이다. 이탈리아 중부에 있는 라티움의 왕 라티누스와 결혼하여 딸 라비니아를 낳았다. 라티누스 부부는 라비니아를 루툴리인의 왕 투르누스와 결혼시키기로 약속하였는데, 아이네아스가 이탈리아에 당도하자 상황이 바뀌었다. 예전에 딸을 이방인과 결혼시키라는 신탁을 받은 바 있는 라티누스는 투르누스와의 혼약을 파기하고 아이네이아스를 사위로 삼으려고 하였다. 아이네아스가 새로운 트로이를 건설하는 것을 방해하던 헤라는 복수의 여신들인 에리니에스 가운데 하나인 알렉토를 보내 아마타로 하여금 아이네이아스와 라비니아의 결혼을 반대하게 하였다. 아마타의 지지를 받은 투르누스는 아이네이아스의 군대와 전쟁을 벌였다. 치열한 전투가 계속되는 가운데, 아마타는 투르누스가 전사한 것으로 잘못 알고서 낙담하여 스스로 목숨을 끊었다. 투르누스는 결국 아이네아스와 맞대결을 펼치다 전사하고 말았으며, 라비니아는 아이네이아스의 아내가 되었다.